# Слизевые ходы
Сли́зевые ходы́ — длинные каналы в органах растений, замкнутые полости или отдельные клетки, заполненные слизистым веществом (слизью и камедью). Анатомически сходны со смоляными ходами. Возникают обычно схизогенно (путём расхождением клеток), иногда лизигенно (путём растворения клеток) и схизо-лизигенно (комбинированно). Ходы бывают простые и ветвистые.
Слизь выделяется клетками выделительного эпителия, выстилающими полость хода, а иногда сплошь выполняющими её; в первом случае клетки выдаются коническими сосочками (у мараттиевых (Marattiaaceae)) или булавовидными выростами (в листьях плаунов) в полость хода.

## Примеры и значение
Слизевые ходы развиты в паренхиме коры и в сердцевине стеблей и ветвей некоторых растений: плаунов, папоротников, саговников, гинкго. Из покрытосеменных видов имеются у ароидных (монстера, филодендрон), канны, аралии, плюща, опунций. В лубе многих видов пихт развиваются крупные слизевые клетки в виде шара, в которых содержатся также дубильные вещества и фенольные соединения.
Слизь обладает свойством удерживать значительное количество воды (иногда — с минеральными веществами), что имеет большое значение для растений, населяющих засушливые местности. Пример: кактусы и молочаи.